# Danijela Đurović

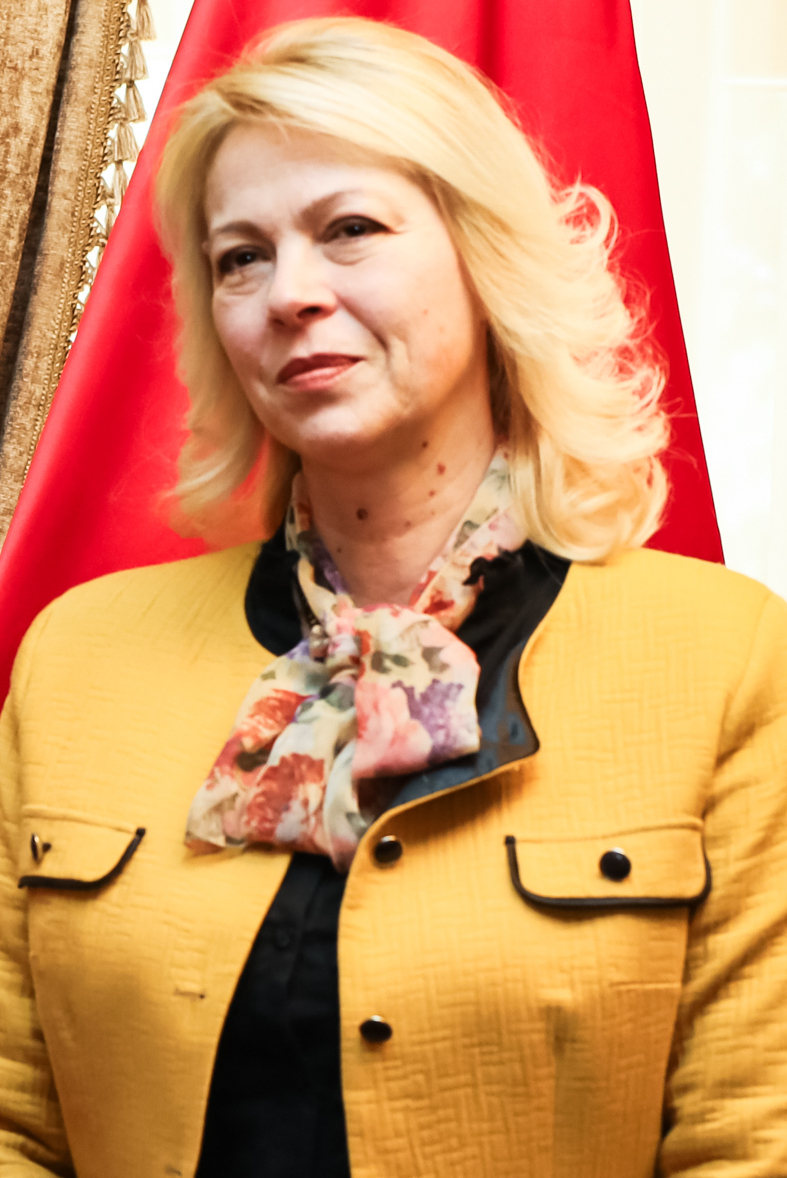
Danijela Đurović (2022)

Danijela Đurović (montenegrinisch Данијела Ђуровић; geboren am 27. März 1973 in Kotor, SR Montenegro, SFR Jugoslawien) ist eine montenegrinische Politikerin. Sie war von 2017 bis 2021 Vizepräsidentin der Sozialistischen Volkspartei von Montenegro (SNP). Seit dem 28. April 2022 ist sie die Präsidentin des Parlaments von Montenegro. 

## Leben
Danijela Đurović wurde am 27. März 1973 in der alten Handels- und Hafenstadt Kotor an der montenegrinischen Adriaküste geboren. Sie absolvierte die Mittelschule und einen Teil des Gymnasiums in Herceg Novi und machte ihren Abschluss in den USA in Peoria, Illinois.
Sie erwarb einen Bachelor-Abschluss in Wirtschaftsingenieurwesen an der Fakultät für Organisationswissenschaften der Universität Belgrad und einen Master-Abschluss in Ökologie und Umweltschutz an der Fakultät für Naturwissenschaften und Mathematik der Universität Montenegro in Podgorica.
Nach ihrem Studium arbeitete sie von 1996 bis 2008 für zwei Handelsunternehmen in Herceg Novi im Bereich der strategischen Entwicklung und Verbesserung des Qualitätssystems, als Leiterin des kaufmännischen Bereichs und als stellvertretende Direktorin.
Đurović ist Autorin mehrerer wissenschaftlicher Arbeiten auf dem Gebiet des Umweltschutzes und Expertin und Beraterin auf dem Gebiet der Abfallwirtschaft im In- und Ausland. Sie ist verheiratet und Mutter von zwei Söhnen.

## Politische Karriere
Seit 2008 ist Đurović Mitglied der Sozialistischen Volkspartei Montenegros (SNP, montenegrinisch Социјалистичка народна партија Црне Горе Socijalistička narodna partija Crne Gore).
Von 2008 bis 2012 war Đurović Geschäftsführerin der Gemeinde Herceg Novi und von 2012 bis 2015 Präsidentin der Gemeindeversammlung von Herceg Novi; sie war die erste Frau im Präsidentenamt. Im Jahr 2017 wurde sie zur Vizepräsidentin der Stadtverwaltung von Herceg Novi gewählt.
Innerhalb ihrer Partei SNP hatte Đurović von 2017 bis 2021 die Position der Vizepräsidentin inne. Vor den Parlamentswahlen 2020 schloss sich die SNP mit zwei anderen Parteien zu dem Wahlbündnis „Za budućnost Crne Gore“ („Für die Zukunft Montenegros“) zusammen, das als zweitstärkste Partei aus den Wahlen hervorging und 27 der insgesamt 81 Sitze im Parlament errang. Eine der neu gewählten Abgeordneten war Danijela Đurović.
Im montenegrinischen Parlament ist Đurović Mitglied des Ausschusses für Europäische Integration, Mitglied des Ausschusses für die Gleichstellung der Geschlechter sowie Mitglied des Ausschusses für Tourismus, Landwirtschaft, Ökologie und Raumordnung. Auf internationaler Ebene bildet sie gemeinsam mit den Parlamentariern Slaven Radunovic von der Partei Neue Serbische Demokratie (NSD, Нова српска демократија Nova srpska demokratija) und Predrag Bošković von der Demokratischen Partei der Sozialisten Montenegros (DPS) die dreiköpfige montenegrinische Delegation, die ihr Land auf den Sitzungen der Parlamentarischen Versammlung der Organisation für Sicherheit und Zusammenarbeit in Europa (OSZE) vertritt.
Am 28. April 2022 wurde Đurović zur Präsidentin des montenegrinischen Parlaments (Предсједник Скупштине Црне Горе Predsjednik Skupštine Crne Gore) gewählt.